# Duta indica
Duta indica är en stekelart som beskrevs av Durgadas Mukerjee 1994. Duta indica ingår i släktet Duta och familjen Scelionidae. Inga underarter finns listade i Catalogue of Life.